# Valeri Karpin
Valeri Gueórguievitx Karpin (en rus: Валерий Георгиевич Карпин; Narva, Estònia, 2 de febrer del 1969) és un exfutbolista rus amb doble passaport rus-estonià. Jugà de migcampista i posteriorment exercí d'entrenador.
Actualment viu a Vigo, on treballa com empresari al camp de la construcció i com sponsor de diversos equips esportius. Tot i ser d'origen rus, i haver actuat com a tal tota la seua vida esportiva, el 2003, va accedir a la nacionalitat estoniana, sense renunciar a la russa.

## Vida professional

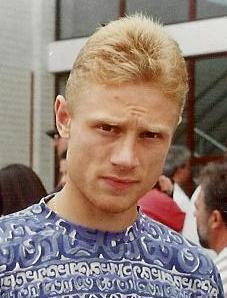
Karpin en la seua etapa al València CF.

Karpin ha jugat per al Fakel Voronezh (1989), Spartak Moscou (1990-94), Reial Societat (1994-96 i 2002-05), València CF (1996-97), i Celta de Vigo (1997-2002). Karpin va ser premiat com a Jugador rus de l'any el 1999. Es va retirar el 2005 a la Reial Societat. Durant la seua estada al Celta de Vigo va formar part, junt a Mazinho o Mostovoi de la millor època del club, on varen ser finalistes de la Copa del rei, guanyadors de la Copa Intertoto i varen jugar la Copa de la Uefa.

## Participacions internacionals
Convocat 72 vegades per la Selecció de Rússia (73, si contem una convocatòria sota la samarreta de la Comunitat d'Estats Independents), ha marcat 17 gols en partit internacional. També marcà el primer gol de Rússia després de la caiguda de la Unió Soviètica, en la victòria per 2-0 contra Mèxic el 17 d'agost de 1992. Karpin va ser internacional als Mundials de 1994 i 2002 i a l'Eurocopa d'Anglaterra 1996.

## Després del futbol
El 2007 Karpin va esdevenir l'amo de l'equip ciclista Karpin-Galicia. També comparteix la propietat d'una empresa immobiliària amb Michel Salgado.